# Endless Game
〈Endless Game〉은 아라시의 41번째 싱글이다.

## 개요
전작 〈Calling/Breathless〉로부터 약 2개월 만의 싱글이다. 통상반·초회 한정반의 2형태로 발매된다.
타이틀곡 〈Endless Game〉은 멤버 사쿠라이 쇼 주연의 후지 TV 드라마 《가족 게임》의 주제가.

## 수록곡

### 통상반
1. Endless Game
작사: 100+ / 작곡: Chris Janey, Dyce Taylor / 편곡: 2H, Chris Janey
  - 사쿠라이 쇼 주연 후지 TV 드라마 《가족 게임》 주제가
2. Intergalactic
작사: Octobar / 작곡: Stephan Elfgren, eltvo / 편곡: Stephan Elfgren
3. モノクロ / 모노쿠로
작사: 미우라 토모카즈 / 작곡: GK / 편곡: GK, 사사키 히로후미
4. Endless Game（オリジナル・カラオケ）(오리지널 가라오케)
5. Intergalactic（オリジナル・カラオケ）(오리지널 가라오케)
6. モノクロ（オリジナル・カラオケ）(오리지널 가라오케)

### 초회 한정반
CD
1. Endless Game
2. Magic hour
작사: s-Tnk / 작곡: HJ & Co, Ryumei Odagi / 편곡: 요시오카 타쿠
3. Magic hour（オリジナル・カラオケ）(오리지널 가라오케)

DVD
1. 〈Endless Game〉 비디오 클립

## 같이 보기
- 2013년 오리콘 1위 싱글 목록